# 趙孟堅

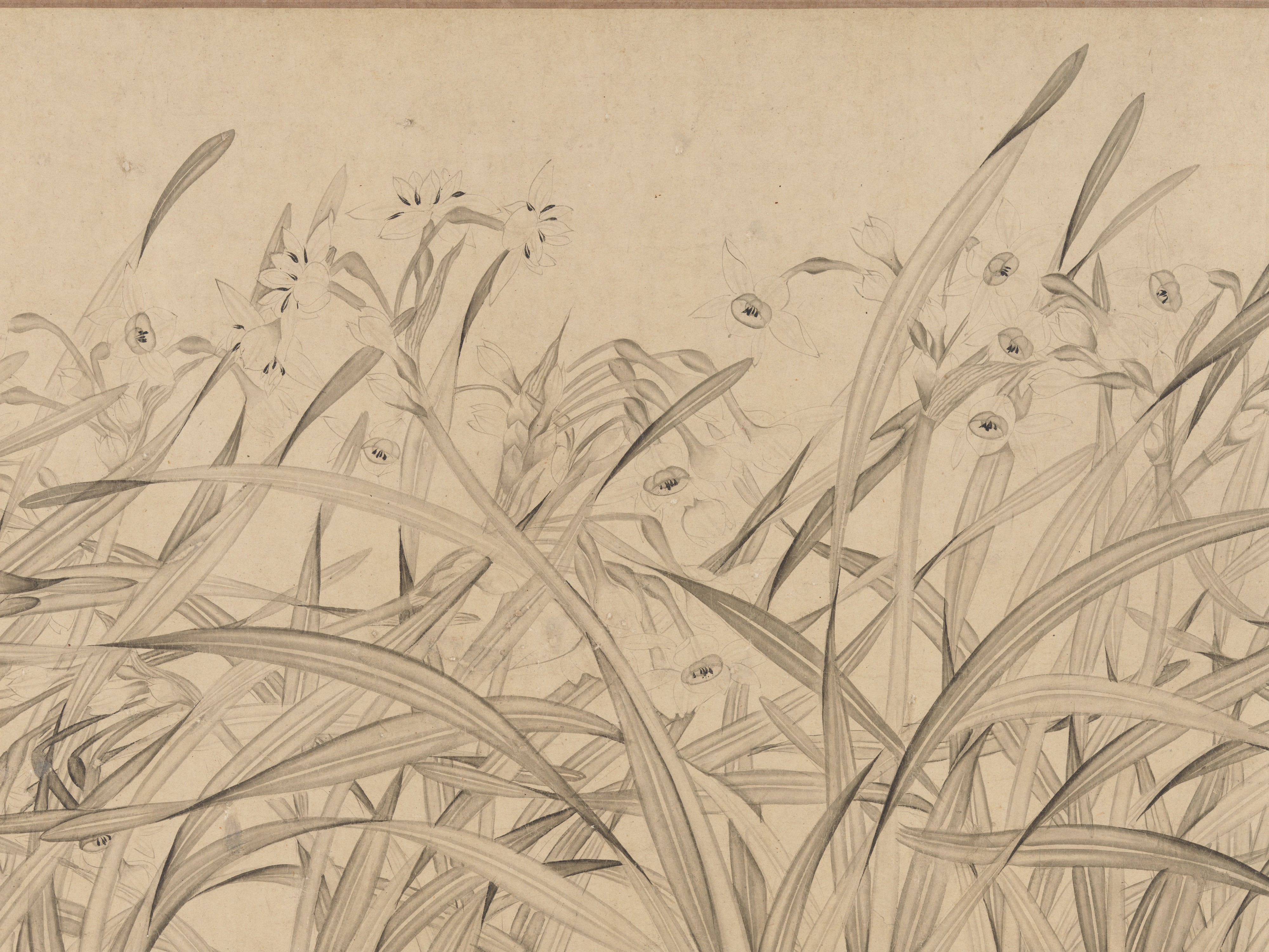
赵孟坚《水仙图》卷局部（美国大都会艺术博物馆藏）

趙孟堅（1199年—1264年），字子固，號兰坡，又号彝齋居士，中国南宋末年画家。

## 生平
宋太祖十一世孫，居浙江海鹽。初以父荫入仕，宋理宗寶慶二年（1226年）中進士，历任湖州掾、轉運司幕、諸暨知縣、提轄左帑等职，官至朝散大夫、嚴州守。南宋亡后不仕，亦有考证称其在宋亡前已逝。
传说隱居州之廣陳鎮（今属海鹽縣）。效倣魏晉名士作風，修雅博識。工詩及書，善水墨白描梅、蘭、竹、石，以墨蘭、白描水仙最精，“清而不凡，秀而雅淡”。傳世作品有《水仙圖卷》、《歲寒三友圖》、《墨蘭圖》等。
好收藏書畫古物，常以只船載著書畫文物及紙筆墨硯等，雲遊四海，興到吟弄，竟至廢寢忘食。時人稱“趙子固書畫船”。史載“多藏三代以來金石名跡，遇其會意時，雖傾囊易之而不靳也”。

## 世係
- 十世祖燕王趙德昭。

- 曾祖趙師垚

- 祖父趙希仰

- 父趙與采
- 從伯趙與旹